# Fabienne Keller
Fabienne Keller (Sélestat, 20 ottobre 1959) è una politica francese (UDF, UMP, Agir), europarlamentare dal 2019. Dal 2001 al 2008 è stata sindaco di Strasburgo e dal 2005 al 2019 senatrice.

## Biografia
Fabienne Keller si è laureata all'École Polytechnique (X 1979) e alla Scuola Nazionale di Ingegneria Rurale, dell'Acqua e delle Foreste. Ha inoltre conseguito un master in economia presso l'Università della California, Berkeley.
È una ingegnere di ponti, acqua e foreste. Ha lavorato presso il Ministero dell'Agricoltura tra il 1985 e il 1988 come responsabile della gestione del mercato francese dei cereali, poi presso il Ministero delle Finanze (Direzione Generale del Tesoro), dove è stata nominata responsabile del finanziamento dell'agricoltura e della pesca.
Nominata direttrice della gestione privata e istituzionale del CIAL (Crédit industrial d'Alsace Lorraine) nel 1989, è diventata, nel 1996, delegata generale dell'attività di Asset Management del Crédit commercial de France, che ha lasciato nel 2001, anno della sua elezione a sindaco di Strasburgo.
Ha svolto il servizio militare nella Marina Militare, presso la prefettura marittima mediterranea di Tolone ( PREMAR III). È tenente comandante di riserva. Ha superato il certificato di iniziazione al paracadutismo militare (BIPM).

## Carriera politica
Fabienne Keller è entrata nell'UDF nel 1991. È stata la prima donna eletta nel consiglio dipartimentale del Basso Reno nel 1992.  Vi resta fino al 2001. È stata anche vicepresidente del consiglio regionale dell'Alsazia dal 1998 al 2004, dove ha presieduto la commissione “Università e ricerca”.
Appare anche nella lista di François Bayrou per le elezioni europee del 1999. Pur avendo sostenuto François Bayrou al primo turno delle elezioni presidenziali del 2002, ha aderito, come Adrien Zeller, presidente centrista della regione dell'Alsazia e altri eletti e attivisti dell'UDF, il nuovo partito della maggioranza presidenziale, creato da Jacques Chirac, l'UMP, esprimendo la sua disapprovazione per la strategia personale del candidato centrista.

### Sindaco di Strasburgo
Dopo aver vinto le primarie interne dell'UDF contro François Loos, guida la lista dei sindacati dell'RPR e dell'UDF. È stata eletta sindaco di Strasburgo nel marzo 2001, succedendo a Catherine Trautmann. Divenne anche vicepresidente della Comunità urbana di Strasburgo insieme al suo compagno di corsa che divenne presidente, Robert Grossmann.
Durante questo mandato sono stati ottenuti vari risultati tra cui l'abbassamento del ponte Churchill per consentire il passaggio della tramvia e riqualificazione dell'intero molo Seegmuller ribattezzato penisola di Malraux. La realizzazione del centro commerciale della Rivetoile. La riqualificazione di Place Kléber. Il permesso di costruire e posa della prima pietra della grande moschea di Strasburgo. La costruzione della pista di pattinaggio Iceberg, della Mediateca Malraux, dello Zénith Strasburgo Europa, della Hall Rhénus, della nuova stazione TGV e della sua copertura in vetro. Lo sviluppo della videosorveglianza: tra il 2003 e il 2008 sono state installate 210 telecamere per 6 milioni di euro, soprattutto nel centro cittadino, il che ha contribuito a fare di Strasburgo una delle città più sorvegliate di tutta la Francia, senza renderla una delle più sicure.
Si candida per un secondo mandato alle elezioni municipali del 2008. Un opuscolo anonimo, Requiem pour un Tandem, dove è soprannominata “Madame Paranoia”, la accusa di autoritarismo e collega il suo presunto autocratismo con il valzer del municipio; vengono evidenziati anche i suoi disaccordi con Robert Grossmann. Al primo turno è rimasta molto indietro rispetto al suo principale avversario, Roland Ries. Le discrepanze nell'analisi dei risultati dello scrutinio hanno accentuato il disaccordo tra Fabienne Keller e Robert Grossmann, che alla fine ha portato alla sua sconfitta nel secondo turno quando Fabienne Keller ha ottenuto il 41,67% dei voti contro il 58,33% di Roland Ries. Lo shock di questa sconfitta fu all'origine della divisione della nuova opposizione in due gruppi. Quello guidato da Fabienne Keller si chiama Strasburgo au Centre, poi Strasburgo au Centre - Gruppo UMP-UDI e quello presieduto dal suo ex compagno di squadra Robert Grossmann si chiama Gruppo UMP, Nuovo Centro e Indipendente.
Di nuovo candidata a sindaco alle elezioni comunali del marzo 2014, ha perso di poco al secondo turno contro la lista guidata da Roland Ries, raccogliendo il 45,05% dei voti contro il 46,96% del suo avversario (ovvero 1.509 voti di differenza).

### In Senato

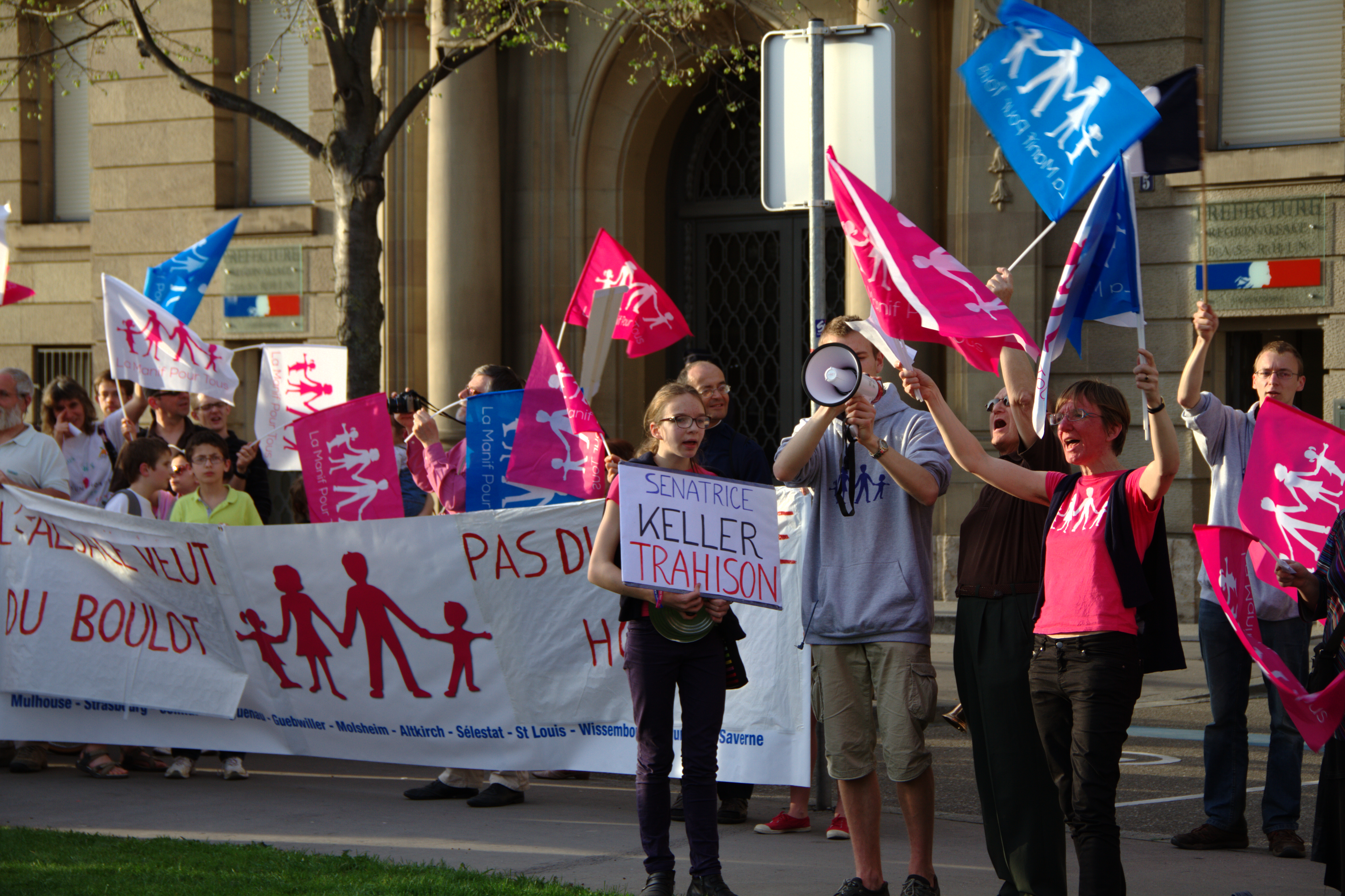
Manifestanti protestano contro Fabienne Keller a Strasburgo, il 17 aprile 2013, dopo che si era dichiarata favorevole al diritto al matrimonio tra persone dello stesso sesso

Fabienne Keller è eletta senatrice nel dipartimento del Basso Reno il 26 settembre 2004, ma l'intero voto dipartimentale è stato invalidato, per ragioni procedurali, dal Consiglio Costituzionale nel novembre 2004. È stata rieletta il 20 febbraio 2005. Il 28 settembre 2014, è stata rieletta per un secondo mandato nella lista guidata da Guy-Dominique Kennel. Sarà senatrice sino al 2019. In questa veste, ha fatto notizia quando ha votato contro la linea del suo partito e ha sostenuto la legislazione del 2013 che introduceva il matrimonio tra persone dello stesso sesso in Francia. Ha anche scritto un rapporto nel 2018 sulla tariffazione della congestione a Londra e Stoccolma, che ha costituito la base per una legislazione nel tentativo di ridurre gli ingorghi e l'inquinamento atmosferico.
Il 9 dicembre 2014, Nicolas Sarkozy, eletto presidente dell'UMP, la nomina segretario nazionale dell'UMP responsabile dell'ambiente e dei trasporti. L'11 giugno 2015 è nominata, insieme a Laure Miller, delegata responsabile dell'energia e dei trasporti presso Les Républicains.
Sostiene Alain Juppé alle primarie francesi del centro-destra nel 2016. Nel marzo 2017, nel contesto del caso Fillon, rinuncia a sostenere François Fillon alle elezioni presidenziali invitando Alain Juppé a candidarsi.
Nel novembre 2017 ha partecipato alla creazione di Agir come responsabile del progetto europeo del partito e uno dei leader del suo “centro delle idee”. Ha lasciato Les Républicains nel febbraio 2018.

### Parlamentare europea
Fabienne Keller è candidata alle elezioni europee 2019 nella lista de La République en marche. Appare in settima posizione. Lascia poi il gruppo senatoriale LR, di cui era stata fino ad allora vicepresidente. Eletta deputata europea il 26 maggio 2019, ha rassegnato le dimissioni dal mandato di senatrice il 23 giugno successivo.
Il 18 gennaio 2022, è stata eletta 4° questore del Parlamento Europeo ottenendo 479 voti al 1º turno sotto la presidenza Roberta Metsola.
Da quando è nel Parlamento europe, Keller ha fatto parte della commissione per le libertà civili, la giustizia e gli affari interni. Fa inoltre parte delle delegazioni del Parlamento per le relazioni con i paesi del Mashrak e presso l'Assemblea parlamentare dell'Unione per il Mediterraneo. È anche membro dell'Intergruppo del Parlamento europeo sui diritti dei bambini, dell'Intergruppo URBAN  e del gruppo dei deputati contro il cancro.
Il 17 settembre 2022 Agir si è fusa con La Republique en Marche riformata e rinominata Renaissance, alla quale lei ha aderito.

## Posizioni politiche
Sebbene Fabienne Keller abbia aderito all'UMP nel 2002, rivendica comunque posizioni centriste, soprattutto in materia di diritti sociali. Ha guidato insieme a Marc-Philippe Daubresse e Pierre Méhaignerie un gruppo di una trentina di parlamentari centristi, i “Centristi dell'UMP”, per influenzare la politica del presidente della Repubblica Nicolas Sarkozy. Sulla stessa linea, ha sostenuto la candidatura di Nathalie Kosciusko-Morizet  a presidente dell'UMP durante il congresso autunnale del 2012.
Ha approvato al Senato il disegno di legge che stabilisce il diritto al matrimonio omosessuale, che le è valso critiche (in particolare da parte di Christine Boutin e Frigide Barjot), insulti e minacce. Si è rammaricata (all'epoca in cui era vicedelegata generale dell'UMP) che il dibattito sulla laicità organizzato dall'UMP fosse poco preparato e dividesse la società. Ha contestato fermamente il discorso di Nicolas Sarkozy a Grenoble e anche le affermazioni di Claude Guéant sull'immigrazione musulmana come un problema per la Francia.
Contro il suo gruppo, il 7 dicembre 2016, ha votato a favore della legge del governo di Bernard Cazeneuve che reprime su tutti i media il “reato di ostacolo all’aborto”.